# Ołtaszyn
Ołtaszyn (niem. Oltaschin, od 1937 do 1945 Herzogshufen, w pierwszych latach po II wojnie światowej Ołtarzyn) – osiedle leżące w południowej części Wrocławia.
Ołtaszyn od strony południowej sąsiaduje z wsią Wysoka (wzdłuż polnej drogi), od północy sięga do linii kolejowej Wrocław – Kobierzyce, od wschodu sąsiaduje z Wojszycami (w linii ulic: Świt, Nenckiego, Gałczyńskiego i Grota-Roweckiego), od zachodu natomiast z Partynicami (w linii ulic: Agrestowej i Obrońców Poczty Gdańskiej).

## Historia
Najstarsze ślady osadnictwa w okolicy Ołtaszyna pochodzą z epoki brązu i żelaza.
Najstarszy znany zapis dotyczący wsi pochodzi z roku 1204, w którym Henryk Brodaty m.in. zwolnił posiadłości klasztoru NMP na Piasku od daniny na prawie polskim iure polonico zwanej podworowem. Miejscowość została wymieniona w tym łacińskim dokumencie w staropolskiej, zlatynizowanej formie Oltauschino. Pierwsze większe opracowanie dotyczące Ołtaszyna pt. Geschichte der katholischen Pfarrei Oltaschin nebst deren Adjuncta Bettlern. pochodzi z 1875 roku a jego autorem był proboszcz parafii Johannes Soffner.
Dawna średniowieczna wieś zachowała kształt owalnicowej dwurzędówki z 2 ulicami w osi wschodnio-zachodniej, ujmującymi wspólny plac tzw. nawsie zamknięty od wschodu budynkiem Kościół Wniebowzięcia NMP a od zachodu budynkiem kuźni (z ok. 1880 r.).
W czasie II wojny światowej od strony Ołtaszyna i innych peryferyjnych osiedli od strony południowej miasta, nastąpiło natarcie 22 korpusu 6 Armii na twierdzę Breslau.
Po zakończeniu II wojny światowej osiedle było nadal zamieszkiwane przez ludność niemiecką. Wyjazdy do Niemiec nastąpiły w dwóch falach, do lat 50. i w latach 60. XX w. W pierwszym okresie tuż po wojnie posługę duszpasterską w parafii sprawował ksiądz niemiecki Stanisław Wallek.
W granicach Wrocławia Ołtaszyn znajduje się od 1 stycznia 1951 roku. Dominuje w nim zabudowa jednorodzinna.
W Ołtaszynie znajduje się Autorski Dom Kultury (dawny Dom Ludowy), istniejący już w XIX wieku. Na jego terenie znajdowała się kręgielnia. W latach 80. XX wieku w jego murach wyświetlano filmy kina przewoźnego, działały kółka artystyczne, w tym teatralne (wystawiono np. Zemstę A. Fredry, działały różne sekcje sportowe, m.in. judo, karate, tenis stołowy), znajdowała się kawiarnia. W 1980 roku odbył się tu pierwszy koncert punkowy zespołu "Skuter". Obecnie jest siedzibą Teatru Na Bruku.

## Zabytki
Do wojewódzkiego rejestru zabytków wpisane są:
- osiedle mieszkaniowe – zespół budowlany z 32 domami i działkami, ul. Strączkowa, wczesnomodernistyczne z l. 1921-22, zaprojektowane przez Ernsta Maya, przykładowy fragment miasta satelitarnego
- kościoła pw. Wniebowzięcia NMP, z XIII w., XVI/XVII, ul. Pszczelarska 10; gotycki,  powstał w Ołtaszynie już w 1238 r.; obecną gotycką budowlę wzniesiono w roku 1450. W 1856 r. wieża, dach i sklepienie zostały przebudowane i kościół otrzymał obecny wygląd, w duchu pomorskiego pseudogotyku. W świątyni znajdują się cenne zabytki: figura Matki Boskiej z Dzieciątkiem z XV w. w głównym ołtarzu oraz figury św. Barbary i św. Katarzyny. Przy kościele znajduje się cmentarz. Na cmentarzu stoi figura św. Jana Nepomucena z XVIII w.[10]

## Granice osiedla
Obecnie osiedle tworzą 3 jednostki osadnicze:
- Pierwotna wieś położona na północy.
- Niewielkie osiedle mieszkaniowe Ołtaszyn dla robotników rolnych na południowy wschód od pierwotnej wsi, rozplanowane na początku lat 20. XX wieku przez Ernsta Maya[11].
- Osiedle podmiejskie z lat 30. XX wieku, ukształtowane ostatecznie przestrzennie w latach 70., usytuowane po stronie południowej wsi.

Od północy granica Ołtaszyna biegnie przy Parku Południowym (róg ul. Wyścigowej i Ślężnej) wzdłuż linii kolejowej, od wschodu ul. Grota Roweckiego. Od południa granica osiedla pokrywa się z granicą miasta, a od zachodu prowadzi ul. Agrestową i krótkim odcinkiem Wyścigowej.

## Ulice osiedla
gen. R. Abrahama, Ametystowa, Agatowa, Agrestowa, M. Białoszewskiego, Bołtucia, Brylantowa, Bursztynowa, Czołgistów, płk. S. Dąbka, Diamentowa, Fasolowa, Filipowicza, Fizylierska, K. I. Gałczyńskiego, Gerberowa, W. Goetla, gen. S. Grota-Roweckiego, mjr. Hubala, Jarzynowa, Jaspisowa, Koralowa, Kryniczna, Kryształowa, Kurpiów, gen. T. Kutrzeby, Jarzynowa, Jaspisowa, J. Lechonia, Łubinowa, Malachitowa, płk. K. Masztalerza, Motylkowa, Nefrytowa, Nektarowa, M. Nenckiego, Nenufarowa, Obrońców Poczty Gdańskiej, Opalowa, Orawska, Parafialna, Piechoty, Poronińska, Pszczelarska, Rubinowa, marsz. E. Rydza-Śmigłego, Rzepakowa, gen. S. Grzmota-Skotnickiego, Sojowa, gen. K. Sosnkowskiego, S. Starzyńskiego, Storczykowa, B. Strachowskiego, Strączkowa, mjr. H. Sucharskiego, Synów Pułku, W. Szafera, Szafirowa, Szczepowa, Szmaragdowa, Świt, Traktorowa, Turkusowa, Uczniowska, Ułańska, adm. J. Unruga, Włada, Zdrojowa, Zwiadowców.

## Geografia
Pierwotny układ wsi to tzw. ulicówka dwurzędowa. Obecne centrum osiedla, tak jak dawniej, tworzą dwie równoległe ulice: Pszczelarska i Strachowskiego; oraz prostokątny, wydłużony w orientacji wschód-zachód, plac pomiędzy nimi. Drogi te były jednostronnie zabudowane, głównie gospodarstwami rolnymi. Na tyłach tych zabudowań rozciągały się pola uprawne. Centralny plac zajmowały m.in. obiekty publiczne, jak kościół, oraz kuźnia i staw przeciwpożarowy.
Układ ten pozostał w niemal niezmienionym stanie, jednak zamiast pól uprawnych wokół starych domów osiedla rozciąga się nowoczesna zabudowa jednorodzinna, a dawne gospodarstwa rolne nie spełniają już swych pierwotnych funkcji. Okolica placu pomiędzy ww. ulicami do dziś skupia najważniejsze dla mieszkańców budynki: kościół, przychodnia lekarska, sklepy i usługi.
Ołtaszyn jest jednym z najwyżej położonych osiedli, znajduje się na wysoczyźnie morenowej zajmującej południowe rejony miasta, na wysokości 130-136 m n.p.m. Ziemia jest tam bardzo dobra, klasy I i II (czarne ziemie i gleby brunatne), co sprzyjało warunkom rozwoju ogrodnictwa. W latach 80. powstały liczne szklarnie, które obecnie w większości zostały przekształcone w hurtownie, sklepy lub pomieszczenia gospodarskie.

## Komunikacja miejska
Osiedle ma zapewnioną komunikację autobusową z punktami przesiadkowymi przy pętli Krzyki oraz Dworcu Głównym PKP (linie nr 112, 113, 127, 612 oraz nocny 249).

## Edukacja
- przedszkole-centrum dla dzieci „Przyjaciele Puchatka”, ul. Piechoty 1b
- W około 1900 r. powstała szkoła ewangelicka przy obecnej ul. Gałczyńskiego. W 2002 roku oddano do użytku wyremontowany budynek szkolny, w którym znajduje się obecnie: 
  - Zespół Szkolno-Przedszkolny nr 6 we Wrocławiu,
  - Przedszkole nr 29,
  - Szkoła Podstawowa nr 34
  - Miejska Biblioteka Publiczna Filia nr 17
- boisko piłkarskie „Ołtaszyn”, ul. Strachowskiego 53

## Urzędy i instytucje
- poczta, ul. Unruga
- Przychodnia Rejonowa, ul. Pszczelarska